# Andrea Pasta
Andrea Pasta (Bergamo, 27 maggio 1706 – Bergamo, 13 marzo 1782) è stato un medico e letterato italiano.

## Biografia
Nacque nella città di Bergamo all'inizio del XVIII secolo da Marcello e Lodovica Passi. Apparternente ad una ricca famiglia, poté intraprendere gli studi delle materie classiche, iscrivendosi poi al locale seminario, dove ebbe modo di dimostrare una spiccata propensione verso la fisica e le lingue; tuttavia la sua passione lo spinse a dedicarsi alla medicina, tanto da iscriversi all'università di Padova.
Qui seguì gli insegnamenti di Giovanni Battista Morgagni, tanto da diventarne uno dei migliori discepoli.
Decise di seguire numerosi corsi di anatomia, facendo pratica sia su malati che su cadaveri, appuntandosi tutto ciò che faceva. La passione lo portò a dotarsi di una grande quantità di scritti riguardanti la materia, integrati da alcuni suoi saggi: questa situazione gli permise di crearsi una grande biblioteca medica, permettendo alla sua fama di crescere a dismisura in gran parte del nord Italia.
Continuò ad esercitare la pratica medica aiutando l'ospedale degli infermi della propria città natale, con i suoi saggi costantemente utilizzati e citati dai professori universitari di mezza Europa (in primis Francia e Germania). Le sue lezioni bergamasche inoltre venivano seguite da un numero sempre maggiore di ragazzi, disposti ad abbandonare le proprie case pur di seguirlo. Alcuni suoi dibattimenti ed alcune sue tesi furono avallate dal Morgagni, il quale affermò di non conoscere nessuno con un'istruzione ed un'abilità pari a quella di Andrea Pasta.
Note infatti furono le sue dissezioni medico-anatomiche in lingua latina inerenti al movimento del sangue, i polipi cardiaci ed il ciclo mestruale, fino ad allora considerato argomento tabù, che gli permisero di diventare una vera e propria autorità della medicina del tempo. Divenne collaboratore di varie università, tra cui Parigi, Lipsia e Gottinga, tanto che nel 1772, alla morte del maestro Morgagni, gli venne offerta la cattedra di anatomia dell'università patavina. Il Pasta tuttavia declinò l'offerta, al pari di quella pervenuta dall'ateneo di Berlino, preferendo rimanere al servizio della gente, a contatto diretto con chi aveva bisogno di aiuto medico. 
Personaggio dalla spiccata religiosità, non abbandonò mai Bergamo, dove fu medico presso il tribunale della sanità e priore del collegio dei nobili fisici. La sua cultura lo portò ad appassionarsi di arte, come dimostrano alcuni suoi scritti inerenti dipinti presenti nella bergamasca. Alla sua morte, avvenuta nel 1782, la poetessa Lesbia Cidonia dedicò un componimento in suo onore, accompagnato da un busto inaugurato presso l'ateneo.

## Opere
- Le pitture notabili di Bergamo (1775)
- Consulti Medici
- Lettera sul Moto del Sangue
- Discorso medico chirurgico intorno al flusso di sangue dall'utero nelle donne gravide (1751)
- Ragionamento sopra gli sgravi del parto, e sopra il rattenimento, e l'estrazione della secondina
- Dissertazione di Andrea Pasta sopra i mestrui delle donne
- Voci, maniere di dire e osservazioni di Toscani scrittori (1779)